# Parasicyos
Parasicyos é um género botânico pertencente à família Cucurbitaceae.

## Espécies
- Parasicyos dieterieae Lira & R.Torres
- Parasicyos dieterleae R.Lira Saade & R.Torres Colin
- Parasicyos maculatus Dieterle

1. ↑  «Parasicyos — World Flora Online». www.worldfloraonline.org. Consultado em 19 de agosto de 2020